# Landesbetrieb Geoinformation und Vermessung
Der Landesbetrieb Geoinformation und Vermessung (LGV) ist der zentrale Dienstleister der Freien und Hansestadt Hamburg für die Erhebung, Pflege und Bereitstellung von Geobasisdaten. Er unterstützt die Entwicklung und Nutzung von Geodaten in verschiedenen Anwendungen, einschließlich geografischer Informationssysteme und 3D-Stadtmodelle.

## Geschichte
Das Vermessungswesen in Hamburg war seit 1842 Teil der Baubehörde. In der Zeit des Nationalsozialismus wurde das Vermessungswesen zur Reichsangelegenheit. Nach dem Zweiten Weltkrieg und der Gründung der Bundesrepublik 1949 als föderaler Staat wurde das Vermessungswesen Ländersache. 1949 setzte die neuere Geschichte des Hamburger Liegenschaftskatasters durch den Erlass des Gesetzes über die Bezirksverwaltung in der Hansestadt Hamburg vom 21. September 1949 ein. Damit wurden die Bezirksvermessungsämter in Altona, Bergedorf, Harburg und Wandsbek gegründet und das Vermessungswesen dezentralisiert. 2003 entstand aus dem Vermessungswesen der zentrale Landesbetrieb Geoinformation und Vermessung (LGV).

## Aufgaben und Dienstleistungen
Der LGV bietet folgende  Produkte und Dienstleistungen:
- Geobasisdaten: Bereitstellung analoger und digitaler Daten, die als Grundlage für vielfältige Anwendungen dienen.
- Liegenschaftskataster: Führung des amtlichen Verzeichnisses aller Grundstücke in Hamburg mit Informationen über Lage, Größe, Nutzung und Eigentumsverhältnisse.[4]
- Vermessungsdienstleistungen: Durchführung von Liegenschaftsvermessungen zur Feststellung von Grundstücksgrenzen sowie Gebäudeeinmessungen zur Aktualisierung des Katasters.[5]
- 3D-Stadtmodell: Erstellung und Pflege eines flächendeckenden digitalen Stadtmodells, das Hamburg in drei Dimensionen abbildet.[6]
- Urban Data Platform: Entwicklung und Bereitstellung von IT-basierten urbanen Geo-Anwendungen zur Unterstützung der digitalen Stadtentwicklung.[7]

## Organisatorische Einbindung
Der LGV ist als Landesbetrieb dem Geschäftsbereich der Behörde für Stadtentwicklung und Wohnen (BSW) der Freien und Hansestadt Hamburg zugeordnet. Die BSW gliedert sich in mehrere Ämter, darunter das Amt für Bauordnung und Hochbau, das Amt für Landesplanung und Stadtentwicklung, das Amt für Wohnen, Stadterneuerung und Bodenordnung sowie das Amt für Verwaltung, Recht und Beteiligungen. Der LGV trägt durch seine Dienstleistungen maßgeblich zur Stadtentwicklung und -planung bei.